# Michel Pierre (herboriste)
 (mars 2019).
Pour les articles homonymes, voir Michel Pierre et Pierre.
Michel Pierre, né le 26 juin 1946 à Béguey (Gironde), est directeur de l'Herboristerie du Palais-Royal à Paris[Quand ?], auteur d'ouvrages sur les plantes et président du syndicat des métiers de l'herboristerie Synaplante.

## Biographie
Préparateur en pharmacie de formation, il commence dans une pharmacie qui préparait ses propres médicaments (pilules, sirop, suppositoires, mélanges de plantes…), puis il a été distributeur de médicaments.
En 2013 il est poursuivi en justice à la suite de la plainte de l'Ordre national des pharmaciens, pour avoir vendu des plantes faisant partie du monopole de la Pharmacie.
Il crée en 2016 un syndicat des métiers de l'herboristerie, le Synaplante, pour rassembler l'ensemble des acteurs de la filière, des herboristes aux cueilleurs de simples. En 2021, il en est  toujours le président.

## Ouvrages

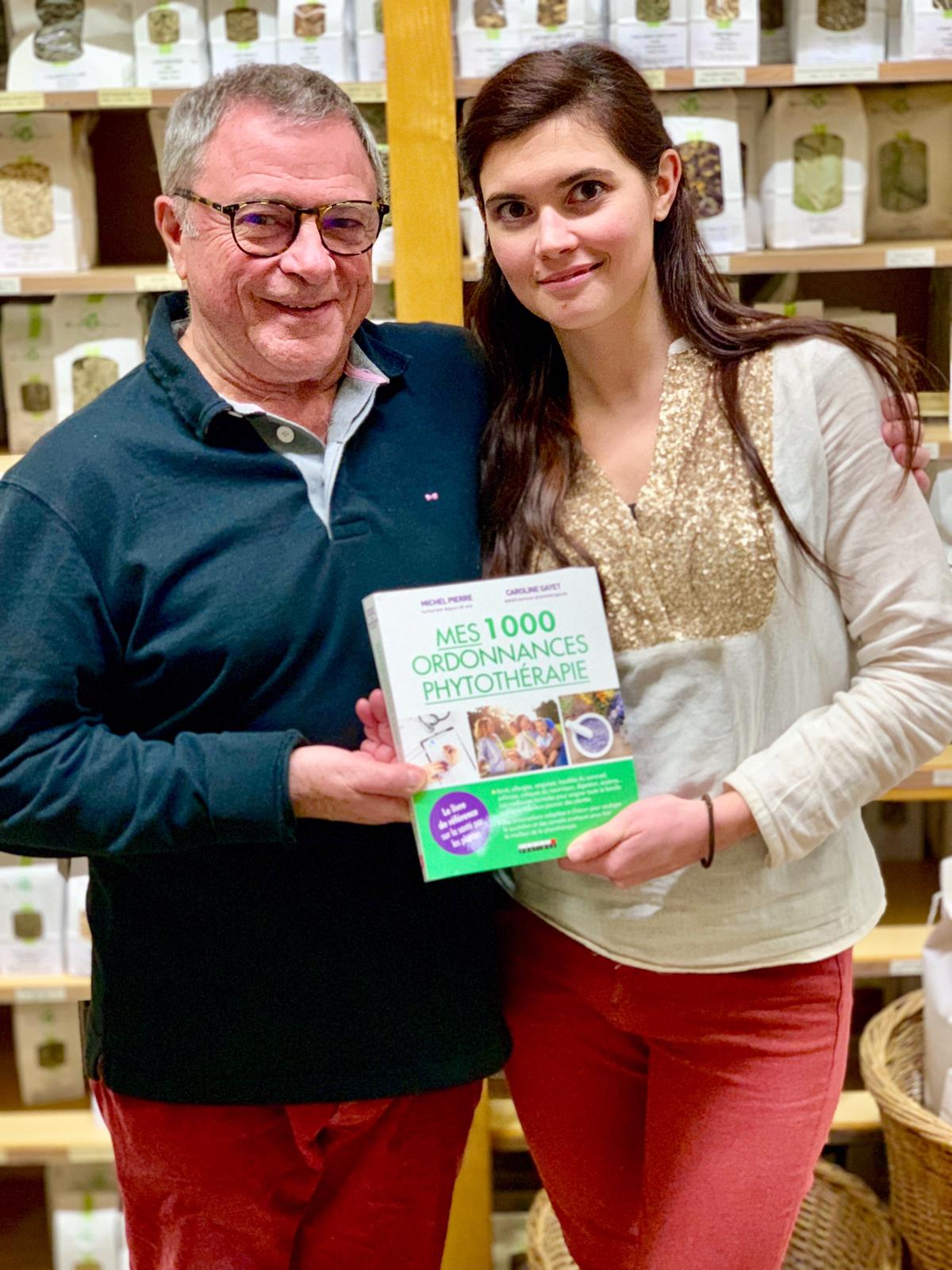
Michel Pierre et Caroline Gayet, co-auteurs de livres sur la phytothérapie.

- 1982 : Les Plantes de l'herboriste, Paris, R. Jauze
- 1992 : Au bonheur des plantes, avec Michel Lis, Paris, le Pré aux clercs[4] renommer en 2000 Secrets des Plantes pour se soigner naturellement avec Michel Lis, Éditions Artémis
- 2013 : Les Plantes du bien-être, Éditions du Chêne
- 2016 : Ma Bible des Secrets d’Herboriste, avec Caroline Gayet, Editions Leduc.s
- 2019 : Mes 1 000 ordonnances de phytothérapie, avec Caroline Gayet, Editions Leduc.s
- 2019 : Les Secrets de mon Herboristerie, avec Caroline Gayet, Editions Dunod
- 2021 : Je m'initie à l'Herboristerie : le guide visuel, avec Caroline Gayet, Editions Leduc.s